# Pásmo vodivosti
Ve fyzice pevných látek v poli polovodičů a izolantů je pásmo vodivosti rozsah elektronové energie, vyšší než u valenčního pásu, stačí uvolnit elektron z vazby s jeho vlastním atomem a nechat jej volně pohybovat v rámci atomové mřížky materiálu. Elektrony jsou v pásmu vodivosti mobilní nosiče náboje v pevných látkách, zodpovědné za vedení elektrického proudu v kovech a dalších dobrých elektrických vodičích.